# میکائیل شاتیریان

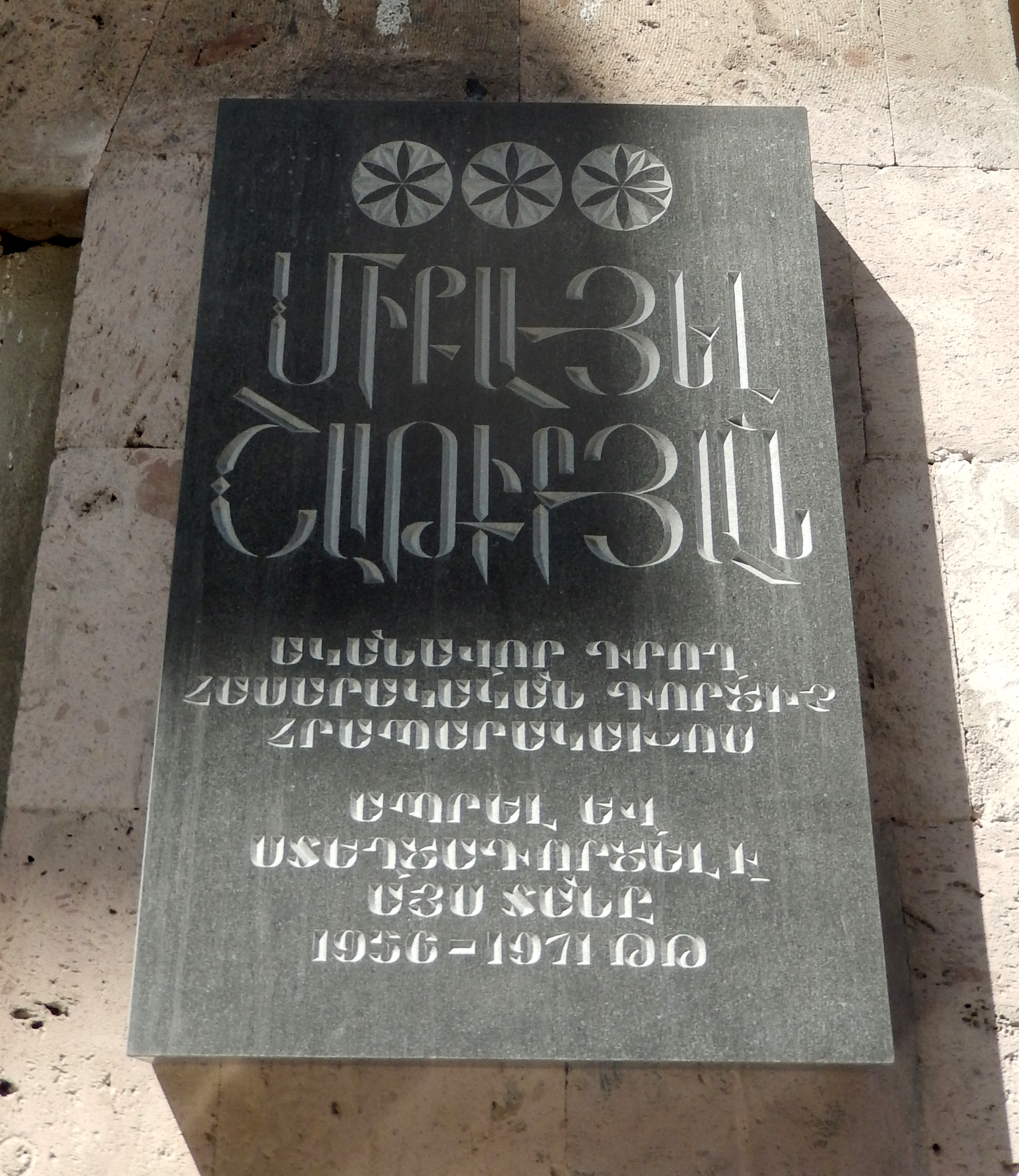

میکائیل آلکساندری شاتیریان (ارمنی: Միքայել Ալեքսանդրի Շաթիրյան؛  زادهٔ ۲۷ فوریهٔ ۱۹۱۶ - درگذشته ۶ دسامبر ۱۹۸۵) مترجم، فیلم‌نامه‌نویس، ویراستاری، نثرنویس و نویسنده اهل ارمنستان بود.

## زندگی‌نامه
وی در ۲۷ فوریهٔ ۱۹۱۶ در تفلیس به دنیا آمد و از انستیتو دولتی فرهنگی مسکو فارغ‌التحصیل گشت. وی عضو اتحادیه نویسندگان اتحاد شوروی بود و در فرهنگستان دولتی تئاتر سوندوکیان، اتحادیه نویسندگان ارمنستان، hy:Գրական թերթ و hy:Լիտերատուրնայա Արմենիա فعالیت می‌کرد. همچنین برندهٔ جوایزی همچون نشان برجسته افتخار، نشان جنگ میهنی درجه یک و دو، نشان ستاره سرخ و چهره فرهنگی شایسته ارمنستان شوروی شده‌است. وی در ۶ دسامبر ۱۹۸۵ در سن ۶۹ سالگی در ایروان درگذشت.